# Paul Gerhardt
Paul Gerhardt (Gräfenhainichen, Szászország, 1607. március 12. – Lübben (Spreewald), 1676. június 7.) evangélikus lelkész, német költő, a 17. század egyik legjobb evangélikus egyházi dalköltője.

## Életpályája
Többgyermekes családban született. Apját 1619-ben, anyját 1621-ben vesztette el. 1622-től a St. Augustin gimnáziumban tanult Grimmában 1651-ben mittenwaldi prépost, 1657-ben a berlini Nicolai-templomban diakónus lett. Mint szigorú evangélikus, Frigyes Vilmos brandenburgi választófejedelem ellen izgatott, aki a lutheránusok és reformátusok egyesítésére törekedett. Amikor az 1664. szeptember 16-i ediktumnak engedelmeskedni vonakodott, amely a szószékről való kölcsönös megtámadást tiltotta, 1666-ban hivatalt veszítve, az országból kiutasították. 1669-ben Lübbenben egyházi szónok lett. Nem sokkal felesége, Anne Marie 1676. március 5-i elhunyta után halt meg.
Luther Márton után az evangélikus egyházi ének legnagyobb költője volt. Bár dalai nem olyan erőteljesek, mint a nagy reformátoréi, formailag és bensőség tekintetében meghaladják azokat.

## Képgaléria

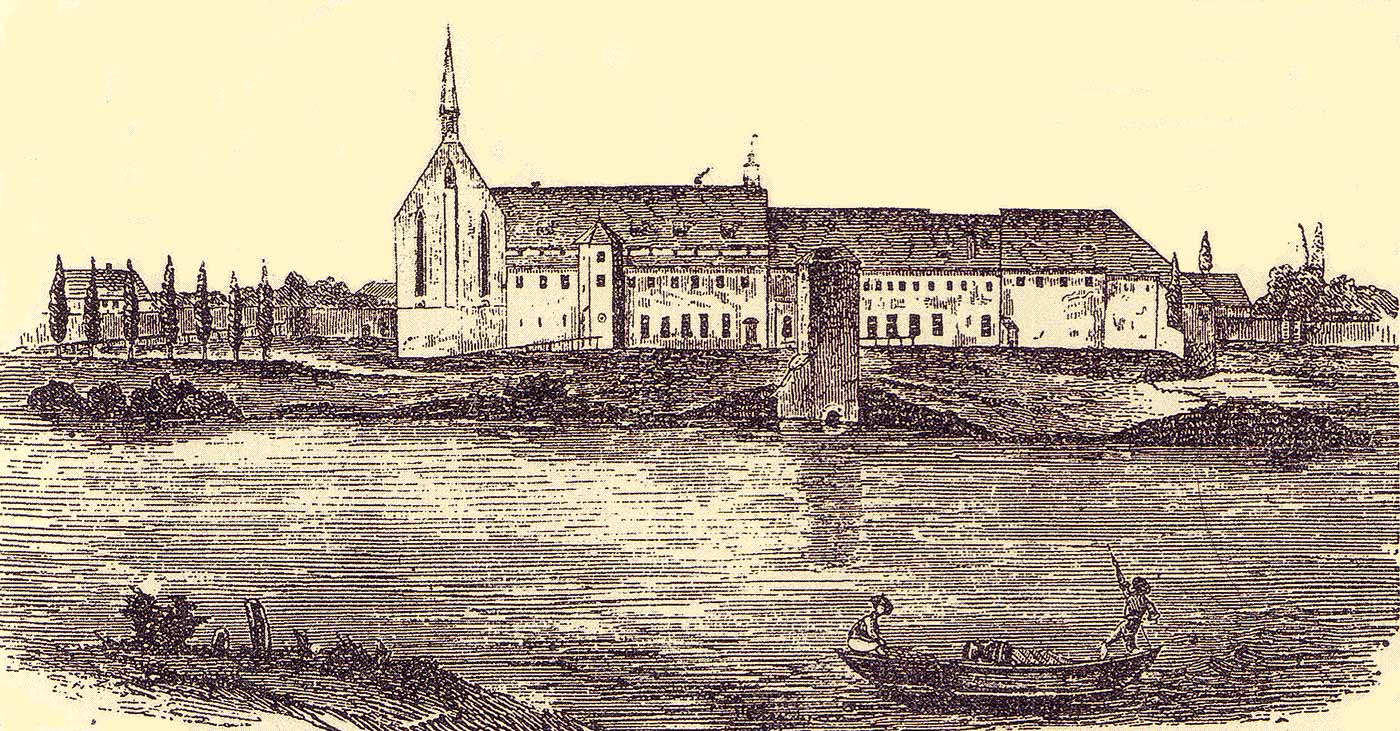
A gimnázium Grimmában, 17. századi metszet
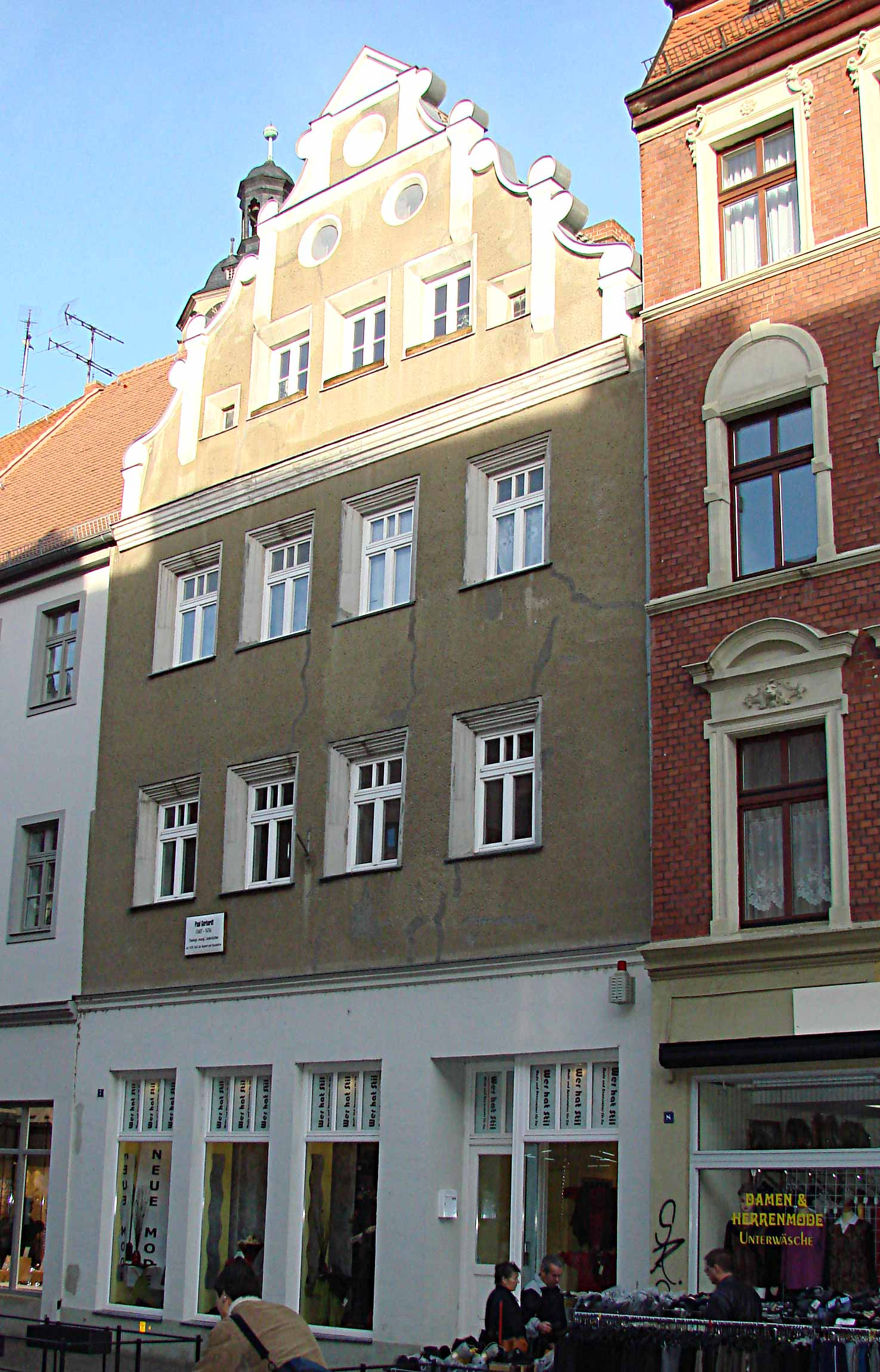
Paul Gerhardt wittenbergi lakóháza
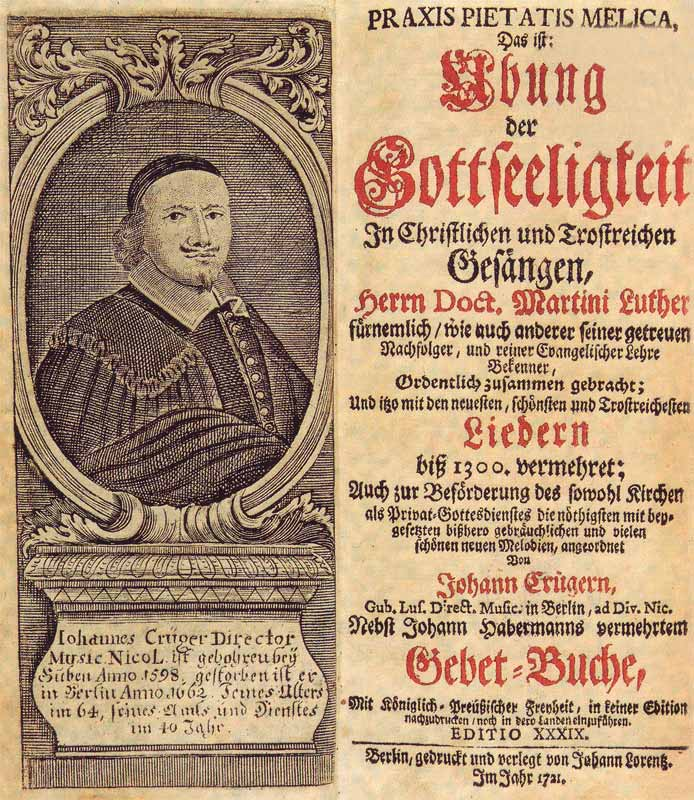
Das Berliner Gesangbuch Praxis Pietatis Melica… von Johann Crüger (erschienen 1721
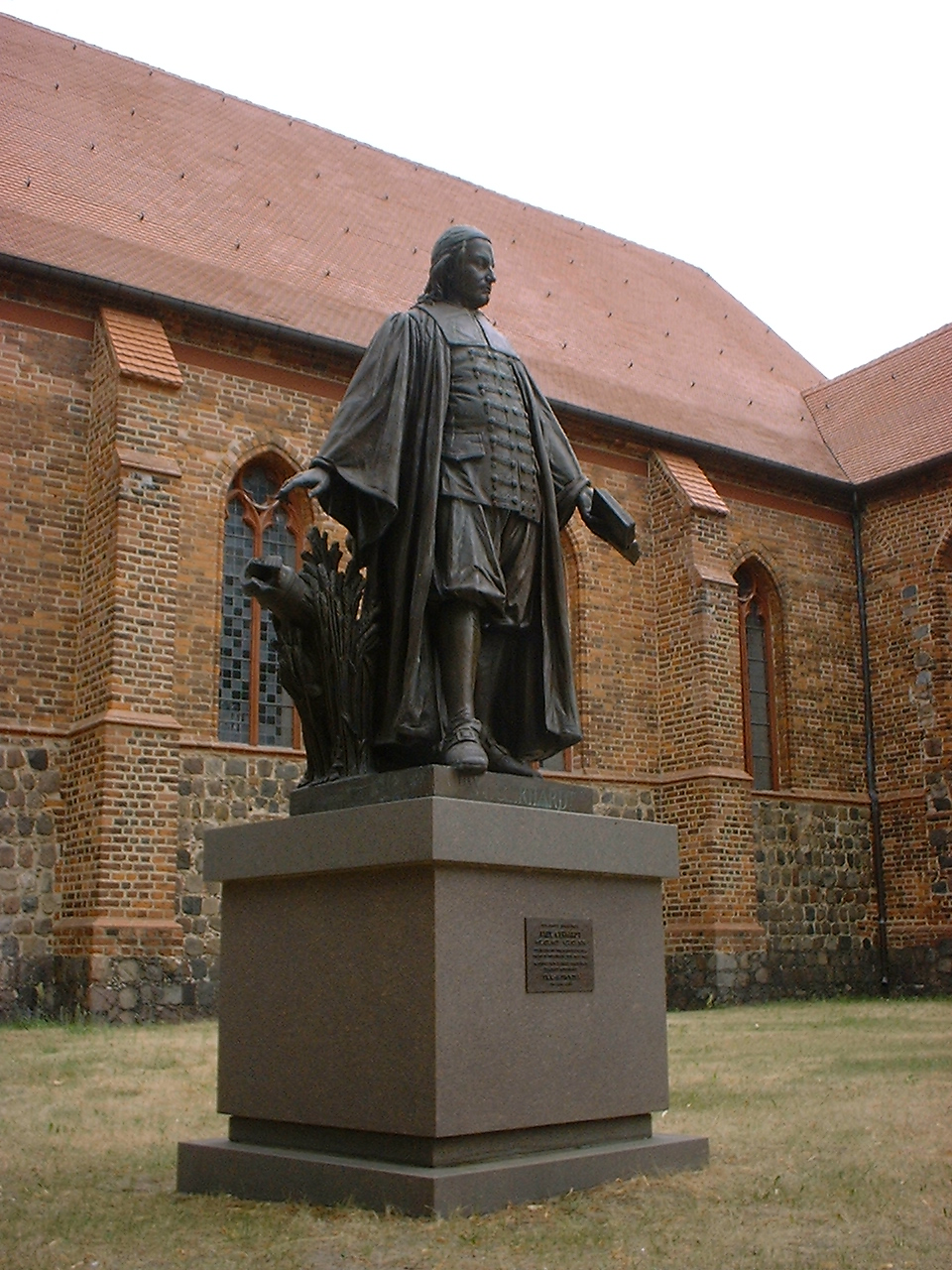
Paul Gerhardt emlékműve a templom előtt Mittenwaldéban (1905/2001)
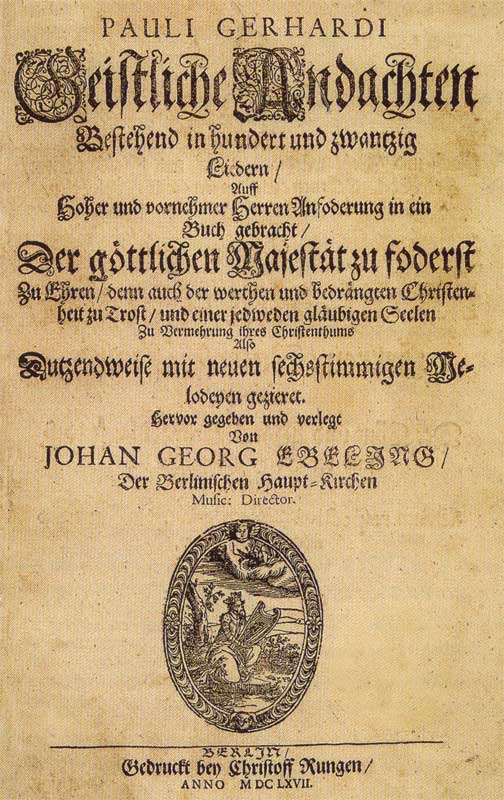
A Geistliche Andachte címoldala, 1667
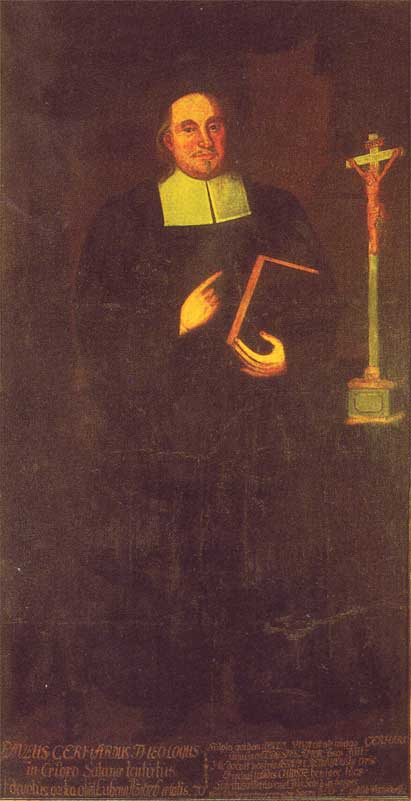
Paul Gerhardt. Olaj, vászon, 220x114 cm (1700 körül); a lübbeni templomban.)
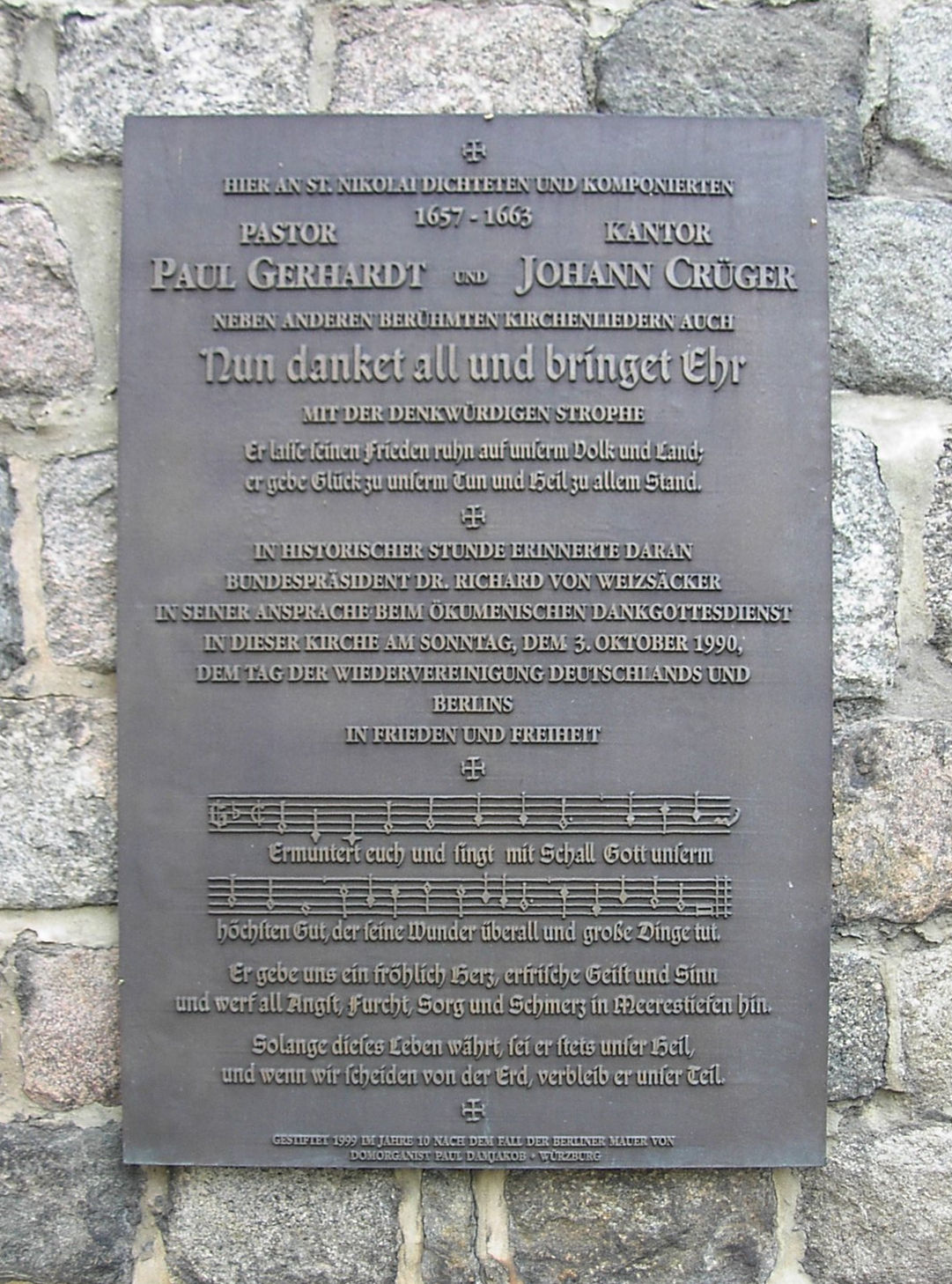
Paul-Gerhardt- und Johann-Crüger-Gedenkplatte an der Berliner Nikolaikirche mit einer Liedzeile: Ermuntert euch und singt mit Schall. …
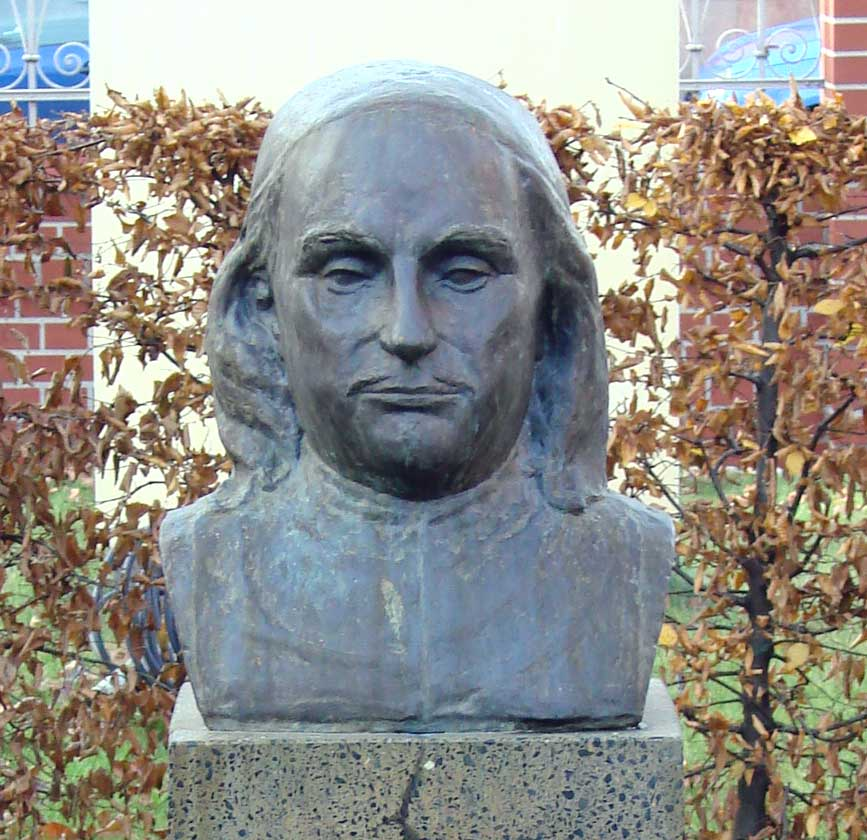
Paul Gerhardt mellszobra a Paul-Gerhardt-Stiftnél, Lutherstadt Wittenberg

### Emlékezete
- Szülővárosa 1844-ben a temetőben kápolnát emelt emlékére.
- 2007-ben volt születésének 400. évfordulója. Előadták Dieter Falk A Tribute to Paul Gerhardt című instrumentális művét. Sarah Kaiser Gast auf Erden – Paul Gerhardt neu entdeckt Gerhardt műveinek dzsesszesített változatát játszotta.
- Paul-Gerhardt-Gesellschaft in Berlin
- Paul-Gerhardt-Verein in Lübben; der Verein bereitete den 400. Geburtstag Paul Gerhardts am 12. März 2007 vor
- Paul-Gerhardt-Preis der Vereinigte Evangelisch-Lutherische Kirche Deutschlands (VELKD) zum 400. Geburtstag des Dichters im Jahre 2007
- Paul-Gerhardt-Kirchen sowie Paul-Gerhardt-Schulen in vielen deutschen Orten
- A 14372-es sorszámú kisbolygó viseli a nevét.

## Művei (Válogatás)
- Auf, auf, mein Herz, mit Freuden nimm wahr, was heut geschicht, Osterlied (EG 112/F&L 256)
- Befiehl du deine Wege, basiert auf Psalm 37 „Befiehl dem Herrn deine Wege und hoffe auf ihn, er wird’s wohl machen“; jeder Vers beginnt mit einem dieser Worte. Von Johann Sebastian Bach in der Matthäus-Passion verwendet (EG 361/RG 680/NG 146/F&L 428).
- Die güldne Sonne (EG 449/RG 571/F&L 457)
- Du bist ein Mensch, du weißt das wohl (RG 677)
- Du meine Seele singe (EG 302/RG 98/NG 257/F&L 48)
- Ein Lämmlein geht und trägt die Schuld, Passionslied (EG 83)
- Fröhlich soll mein Herze springen, Weihnachtslied (EG 36/RG 400/AK 349/F&L 206)
- Geh aus mein Herz und suche Freud, Sommerlied (EG 503/RG 537/AK 658/F&L 493)
- Gib dich zufrieden und sei stille (EG 371/EG 683/NG 149)
- Herr, der du vormals hast dein Land (EG 283)
- Ich bin ein Gast auf Erden (EG 529/RG 753)
- Ich singe dir mit Herz und Mund (EG 324/RG 723/NG 258/F&L 52)
- Ich steh an deiner Krippen hier (EG 37/RG 402/GL 141/NG 17/AK 329/F&L 208), von Johann Sebastian Bach vertont.
- Ich weiß, mein Gott, daß all mein Tun (EG 497)
- Ist Gott für mich, so trete (EG 351/RG 656/NG 150/F&L 316)
- Kommt und laßt uns Christum ehren (EG 39/RG 403/NG 19/AK 331/F&L 210)
- Lobet den Herren alle, die ihn ehren (EG 447/RG 570/GL 671/NG 151/AK 687/F&L 460)
- Nun danket all und bringet Ehr (EG 322/RG 235/GL 267/AK 581/F&L 53)
- Nun freut euch hier und überall Osterlied (RG 476/AK 420)
- Nun laßt uns gehn und treten, Lied zur Jahreswende (EG 58/RG 548/NG 29/AK 709/F&L 230)
- Nun ruhen alle Wälder, Abendlied (EG 477/RG 594/NG 323/F&L 474)- Der Hymnologe Günter Balders wies nach, dass dieses Abendlied persönliche Grüße an eine Berliner Familie enthält. In der Schlussstrophe finden sich die Monogramme der Familienmitglieder und das Signet des Studenten der Heiligen Schrift Paul Gerhardt.[1]
- O Haupt voll Blut und Wunden, Übersetzung des lateinischen „Salve caput cruentatum“ von Arnulf von Löwen (traditionell Bernhard von Clairvaux zugeschrieben), von Johann Sebastian Bach in der Matthäus-Passion verwendet (EG 85/RG 445/GL 179/NG 43/AK 372/F&L 241)
- O Herz des Königs aller Welt (AK 471)
- O Jesu Christ, mein schönstes Licht (RG 654)
- O Welt, sieh hier dein Leben, Passionslied (EG 84/RG 441/F&L 246)
- Sollt ich meinem Gott nicht singen (EG 325/RG 724 und 725/NG 259/F&L 54)
- Wach auf, mein Herz, und singe (EG 446/RG 568/F&L 461)
- Warum sollt ich mich denn grämen? (EG 370/RG 678/NG 152/F&L 387)
- Wer wohlauf ist und gesund (EG-Württemberg 674)
- Wie soll ich dich empfangen Adventslied, von Johann Sebastian Bach im Weihnachtsoratorium aufgenommen. (EG 11/RG 367/NG 3/AK 307/F&L 182)
- Wir singen dir, Immanuel
- Zeuch ein zu deinen Toren, Pfingstlied (EG 133/RG 508/F&L 280)

(EG: Evangelisches Gesangbuch; RG: Evangelisch-reformiertes Gesangbuch der deutschsprachigen Schweiz; F&L: freikirchliches Gesangbuch Feiern und Loben; GL: katholisches Gotteslob; NG: Neuapostolisches Gesangbuch; AK: Altkatholisches Gesangbuch Eingestimmt)